# Batterbee
Batterbee är en udde i Antarktis. Den ligger i Östantarktis. Australien gör anspråk på området.
Terrängen inåt land är platt söderut, men söderut är den kuperad. Havet är nära Batterbee åt nordost. Trakten är obefolkad. Det finns inga samhällen i närheten.